# Москаленко, Михаил Илларионович
Москале́нко Михаи́л Илларио́нович (8 ноября 1919, Вольное Запорожье, Николаевская область — 26 сентября 1943, Зелёный Гай, Запорожская область) — советский офицер, участник Второй мировой войны, Герой Советского Союза (1943).

## Биография
Родился 8 ноября 1919 года в селе Вольное Запорожье, ныне Новобугского района Николаевской области. Украинец. Член ВКП(б) с 1941 года.
После окончания средней школы поступил на физико-математический факультет Херсонского педагогического института.
В ряды РККА призван Новобугским РВК в 1941 году. После окончания курсов младших лейтенантов назначен командиром огневого взвода отдельного гвардейского дивизиона 120-мм миномётов 9-й гвардейской стрелковой бригады Северо-Кавказского фронта. Участник Великой Отечественной войны с июля 1942 года. Участвовал в боях северо-восточнее Туапсе, на станице Смоленская и Крымская.
Особенно командир огневого взвода 309-го гвардейского стрелкового полка 109-й гвардейской стрелковой дивизии 4-го Украинского фронта гвардии лейтенант М. Москаленко отличился 26 сентября 1943 во время прорыва сильно укреплённой обороны противника вблизи села Зелёный Гай. Поддерживая наступление пехоты, прямой наводкой с открытых позиции его взвод вёл сокрушительный огонь по врагу. Когда фашисты крупными силами при поддержке танков пошли в контрнаступление, лейтенант М. Москаленко, даже тяжело раненый, не оставлял своих позиций до последнего снаряда. Во время одной из контратак советской пехоты, был найден на боевой позиции истерзанный и исколотый штыками.
Похоронен в братской могиле в селе Зеленый Гай Токмакского района Запорожской области.

## Награды
Указом Президиума Верховного Совета СССР от 1 ноября 1943 за личное мужество, отвагу и героизм, проявленные на фронте борьбы с немецко-фашистскими захватчиками, гвардии лейтенанту Москаленко Михаилу Илларионовичу присвоено звание Героя Советского Союза (посмертно).
Награждён Орденом Ленина (01.11.1943) и медалью «За отвагу» (21.05.1943).